# Lotus 22

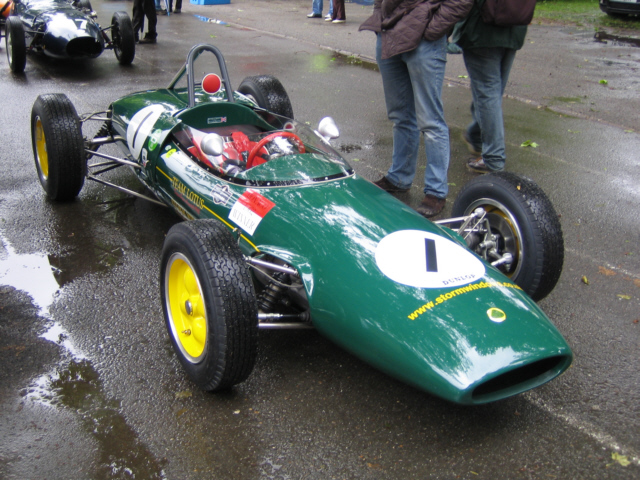
Lotus 22

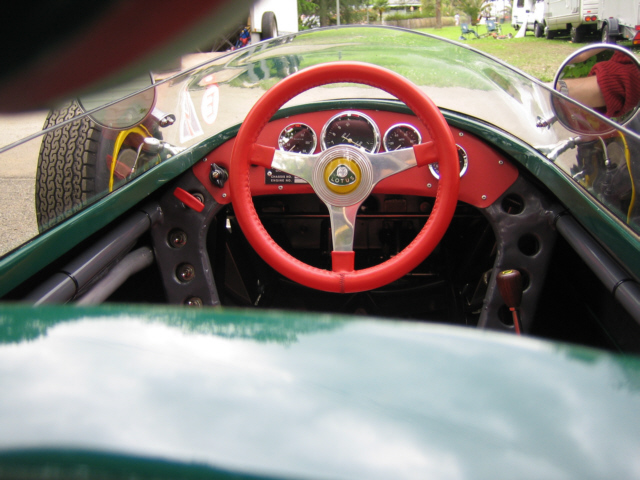
Cockpit des Lotus 22

Der Lotus 22 war ein Formel-Junior-Rennwagen, 1962 gebaut vom britischen Motorsportteam Lotus. Er kam auch als Formula-Libre-Fahrzeug zum Einsatz und bestritt in dieser Ausführung zwei Formel-1-Läufe in Südafrika.

## Entwicklungsgeschichte und Technik
Der Lotus 22 wurde 1962 auf der Londoner Motor-Racing-Show vorgestellt. Die Londoner Automobilausstellung war in den 1960er Jahren ein bedeutendes Ereignis für den Motorsport und die Teamführung von Lotus nützte die Veranstaltung zur Bewerbung neuer Lotus-Rennwagen-Modelle für die finanzstarken Privatfahrer.
Der neue Wagen, von dem 77 Stück gebaut wurden, war eine Weiterentwicklung des im Jahr zuvor in London präsentierten Lotus 20, der im Vergleich zum Vorgänger einen steiferem Rohrrahmen aus dickerem Metall und anderen stabilisierenden Chassis-Elementen aufwies. Der Wagen wurde nun komplett mit außenliegenden Girling-Scheibenbremsen ausgestattet und stand vorn und hinten auf 13-Zoll-Rädern die zudem eine breitere Spur aufwiesen. Der standardmäßig verbaute 1,1-Liter-Ford-Cosworth-Mark-IV- oder Mark-IX-Motor  – jetzt mit Trockensumpfschmierung und 100 PS – war um 30 Grad nach rechts geneigt eingebaut worden, um im Heckbereich die Karosserie aerodynamisch günstiger zu gestalten und den Schwerpunkt tiefer zu legen. Er gab seine Leistung über Vierganggetriebe auf der Basis von Renault- oder VW-Getrieben weiter.
Sieben der Fahrzeuge wurde als Formula-Libre-Wagen mit einem Lotus-Ford-Twin-Cam-1,5-l-Motor ausgestattet. Nur Gerhard Mitter, der seinen Lotus 20 durch einen 22 ersetzte, baute wie in seinen 20er einen DKW-Motor ein. In anderen Wagen kamen nach Umrüstungen auch Motoren von BMC, Climax und Renault zum Einsatz.
Erst im Laufe der Saison 1963 – der letzten offiziellen Saison der Formula Junior, die danach von der Formel 3 abgelöst wurde – wurde der Lotus 22 durch den anfänglich unter Steifigkeitsproblemen leidenden offiziellen Nachfolger Lotus 27 abgelöst.

## Renngeschichte
Erneut beherrschte Lotus die britische Meisterschaft. Peter Arundell startete bei 25 Rennen, beendete 22 und gewann 18 davon. Der Südafrikaner Brausch Niemann fuhr einen 22 mit einem aufgebohrten Cosworth-Motor in der Südafrikanischen Formel-1-Meisterschaft im Winter 1963/1964 als Formel-1-Wagen.